# Ligue du Maroc de Football Association
 (novembre 2023).
 (novembre 2023).
- Si vous ne connaissez pas le sujet, laissez ce bandeau (vous pouvez alors contacter les auteurs).
- Si vous supprimez le contenu mis en cause (vous pouvez préalablement contacter les auteurs),

argumentez précisément cette suppression dans la page de discussion
(un manque de référence n'est pas un argument ; une recherche réelle de référence doit avoir été effectuée, être formellement documentée).
La Ligue du Maroc de football association, souvent désignée par le sigle LMFA, est un organe fédéral dépendant de la Fédération française de football lors de la période du protectorat français au Maroc.
Elle est fondée le 26 novembre 1922. A l'indépendance du Maroc en 1956, la Ligue est disparait et est remplacée par la Fédération royale marocaine de football (FRMF), fondée le 26 janvier 1957.

## Histoire

### Création et début (1922-1939)
La Ligue du Maroc de Football Association est institué le 26 novembre 1922 à Casablanca, lors d'une assemblée générale constitutive. Elle prend la suite de la FMSA (Fédération Marocaine des Sports Athlétiques) qui a remplacée la première, celle d'USFSA - CRM (Union des Sociétés Françaises de Sports Athlétiques - Comité Régional du Maroc).[réf. nécessaire] Une deuxième assemblée a lieu le 30 décembre, toujours à Casablanca, en présence des clubs affiliés régulièrement et 3 clubs en instance d'affiliation. Lors de cette assemblée, le siège est fixé à Casablanca. Le Bureau fédéral de la FFFA homologue les statuts de la LMFA le 23 avril 1923, et déclare en conséquence la Ligue marocaine de football association régulièrement instituée.
La Ligue marocaine est divisé en quatre zones : Casablanca, Rabat, Marrakech et Meknès-Fez. À cette époque, des clubs marocains sont déjà affiliés et participent à des championnats; il s'agit des clubs de l'Amalat d'Oudjda, rattachés à la Ligue d'Oranie, jusqu'à la guerre.
Depuis la saison 1921-1922, chaque sous-ligue organise son championnat. Les champions des sous-ligues participent alors aux demi-finales des championnats du Maroc. Ces demi-finales ont lieu le 11 mars 1923 à Casablanca, le RC Marocain reçoit l'AS Marrakech, et à Rabat, l'Olympique marocain rencontre le Meknès-Sports. Le RC Marocain défait l'AS Marrakech tandis que l'Olympique marocain élimine Meknès-Sports. La finale oppose donc le RC Marocain à l'Olympique Marocain le 25 mars 1923, à Rabat. L'Olympique marocain est sacré champion du Maroc en battant par 2 buts à 1 le RC Marocain.
L’année 1926 marque une nouvelle étape dans l’évolution du football au Maroc. Après avoir rejoint les compétitions d’Afrique du Nord, les clubs marocains ont enfin l’occasion de se mesurer chaque saison à leurs homologues d’Alger, d'Oran, de Constantine et de la Tunisie, que ce soit en championnat d'Afrique du Nord.

### Époque de guerre (1939-1946)
Pendant cette époque, le championnat s'est arrêté à cause de la Seconde Guerre mondiale. La Ligue marocaine met en place une compétition baptisé Coupe de Guerre après une demande des clubs. Après deux éditions, celles de 1939-1940 et de 1940-1941, la ligue marocaine décide de reprendre le championnat en plein de guerre, lors de la saison 1941/1942. En 1946-1947, la LMFA relance le championnat.[réf. nécessaire]

### Après guerre (1946-1956)
Lors de la saison 1946-1947, une réunion du bureau de la Ligue a lieu, les championnats reprennent officiellement après cette période de guerre. Pour ce qui est du championnat de Division d'Honneur (1er niveau de la LMFA), il a été décidé que les 12 clubs de la Division d'Honneur serait reconduit (soit l'US Marocaine, l'OM Rabat, le CS Marocain, l'US Fès, le SA Marrakech, l'US Athlétique, le Racing AC, Wydad AC, le CO Casablanca, le SCC Roches Noires, l'ASTF Meknès, l'ASPTT Casablanca), ainsi que les deux clubs champion et vice-champion de la division Pré-Honneur que sont : l'ASR et l'Idéal CM, en plus des deux derniers clubs qui sont désignés à l'issue d'un tournoi de pré-saison parmi plusieurs équipes : SC Mazagan, US Petitjean, l'USD Meknès, l'US Oujda, AS Settat, Fédala SC, l'AS Marrakech et le SC Taza ; soit en tout 14 clubs.

## Compétitions des clubs
Championnats
- Championnat du Maroc - Division Honneur

Coupes
- Coupe du Maroc
- Coupe d'Élite du Maroc

## Palmarès des clubs
Les équipes premières
- Championnat d'Afrique du Nord (8)
  - US Marocaine (5) : 1932, 1933, 1934, 1942, 1952
  - Wydad AC (3) : 1948, 1949,1950

- Coupe d'Afrique du Nord (7)
  - US Marocaine (2) : 1947, 1953
  - SA Marrakech (2) : 1939, 1942
  - Wydad AC (1) : 1949
  - US Athlétique (1) : 1948
  - OM Rabat (1) : 1938

## Equipe du Maroc

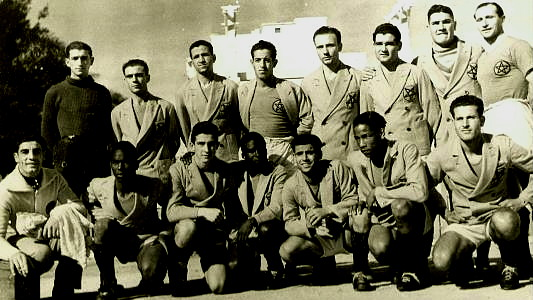
Sélection marocaine en 1942

L'équipe du Maroc, composée des meilleurs joueurs de la Ligue du Maroc de Football Association fut créée en 1922. Son premier match l'opposa à l’équipe d'Oran, en novembre 1922 et se termina sur le score de 1-0 en faveur des marocains. Cette sélection composée des joueurs marocaine et non-marocains, disputa plusieurs matchs la plupart face aux autres sélections maghrébines, ainsi que des équipes étrangères.
Le 6 janvier 1934, cette sélection s'est inclinée devant la sélection d'Autriche sur le score de 5 buts face à 2 à Casablanca. Le 11 avril 1937, la sélection accueille l’équipe B de France à Casablanca et finit par l'emporter sur le score de 4-2.
Elle a participé au Tournoi Inter-ligues de l'ULNAF, dont elle a joué ses principaux matchs officiels[pas clair] qui l'opposait aux autres sélections nord-africaines que sont celle de Tunisie, d'Alger, d'Oran ainsi que de Constantine. Elle a fait des bons résultats, étant sacré plusieurs fois vainqueur, en 1947, 1948 et 1949. Le 19 janvier 1947, le Maroc bat la sélection d'Oran par 5-0, ainsi qu'en 1950 ils ont fait un match nul contre la sélection de la ligue d'Alger sur le score de zéro partout à Alger. À l'édition de 1951, la sélection marocaine arrive à battre la sélection de Algeroise sur le score de deux buts à un à Alger.
Le Maroc avait dans cette époque deux sélections, la sélection « A » et la sélection « B », dont chaque année la LMFA donnent les noms sélectionnés[pas clair] dans les journaux.

## Championnat du Maroc
Ligue du Maroc de Football Association
| Saison    | Champion            | Vice-champion       |
| --------- | ------------------- | ------------------- |
| 1922-1923 | OM Rabat (2)        | Racing CM           |
| 1923-1924 | US Fès              | OM Rabat            |
| 1924-1925 | US Fès (2)          | OM Rabat            |
| 1925-1926 | OM Rabat (3)        | US Athlétique       |
| 1926-1927 | US Athlétique       | OM Rabat            |
| 1927-1928 | CS Marocain         | US Marocaine        |
| 1928-1929 | US Athlétique (2)   | Racing CM           |
| 1929-1930 | OM Rabat (4)        | CS Marocain         |
| 1930-1931 | CS Marocain (2)     | US Marocaine        |
| 1931-1932 | US Marocaine (4)    | ASPTT Casa          |
| 1932-1933 | US Marocaine (5)    | ASPTT Casa          |
| 1933-1934 | US Marocaine (6)    | Stade/Racing        |
| 1934-1935 | US Marocaine (7)    | CS Marocain         |
| 1935-1936 | OM Rabat (5)        | US Marocaine        |
| 1936-1937 | OM Rabat (6)        | SA Marrakech        |
| 1937-1938 | US Marocaine (8)    | SA Marrakech        |
| 1938-1939 | US Marocaine (9)    | CS Marocain         |
| 1939-1940 | US Marocaine (10)   | Wydad AC            |
| 1940-1941 | US Marocaine (11)   | US Athlétique       |
| 1941-1942 | US Marocaine (12)   | CS Marocain         |
| 1942-1943 | US Marocaine (13)   | Wydad AC            |
| 1943-1944 | CS Marocain (3)     | US Marocaine        |
| 1944-1945 | Racing AC           | US Marocaine        |
| 1945-1946 | US Marocaine (14)   | Wydad AC            |
| 1946-1947 | US Athlétique (3)   | ASPTT Casa          |
| 1947-1948 | Wydad AC            | US Athlétique       |
| 1948-1949 | Wydad AC (2)        | USD Meknès          |
| 1949-1950 | Wydad AC (3)        | USD Meknès          |
| 1950-1951 | Wydad AC (4)        | US Marocaine        |
| 1951-1952 | US Marocaine (15)   | Wydad AC            |
| 1952-1953 | SA Marrakech        | US Marocaine        |
| 1953-1954 | Racing AC (2)       | US Marocaine        |
| 1954-1955 | Wydad AC (5)        | KAC Marrakech       |
| 1955-1956 | Compétition arrêtée | Compétition arrêtée |

## Coupe du Maroc
| # | Édition | Vainqueur      | Finaliste        | Score  | Lieu de la finale |
| - | ------- | -------------- | ---------------- | ------ | ----------------- |
|   | 1934    | SA Marrakech   | Racing AC        | 2 - 1  | Casablanca        |
|   | 1935    | Racing AC      | Idéal CM         | 1 - 0  | Casablanca        |
|   | 1936    | US Marocaine   | ASPTT Casablanca | 2 - 1  | Casablanca        |
|   | 1937    | US Athlétique  | ASPTT Rabat      | 1' - 1 | Casablanca        |
|   | 1938    | SA Marrakech   | USD Meknès       | 3 - 1  | Casablanca        |
|   | 1939    | Stade Marocain | ASPTT Rabat      | 1 - 0  | Casablanca        |
|   | 1941    | US Marocaine   | Stade Marocain   | 2 - 0  | Casablanca        |
|   | 1947    | Stade Marocain | US Marocaine     | 1' - 1 | Rabat             |
|   | 1954    | Stade Marocain | US Safi          | 1 - 0  | Rabat             |
|   | 1955    | US Marocaine   | Stade Marocain   | 1 - 0  | Rabat             |